# Macalpinomyces patilorum
Macalpinomyces patilorum är en svampart som beskrevs av Vánky & A.R. Patil 2007. Macalpinomyces patilorum ingår i släktet Macalpinomyces och familjen Ustilaginaceae.   Inga underarter finns listade i Catalogue of Life.